# Basket Chair
De Basket Chair is een stoel ontworpen door Gian Franco Legler in 1951 voor het restaurant The Basket in Italië. De stoel werd opgenomen in de tentoonstelling Good Design in het Museum of Modern Art (MoMA) in 1953.

## Geschiedenis
De eerste 52 stoelen werden door de plaatselijke slotenmakers en mandenvlechters gemaakt. De structuur van de stoel werd oorspronkelijk gemaakt van massieve metalen staven. De productie van de stoelen werd al snel verplaatst naar een vlechterij in Monza.
Legler ging naar de Verenigde Staten en werd daar bekend als Frank G. Legler. Italië was ver weg waardoor hij geen controle meer had over de productie. Royalty's voor de ontwerper bleven uit. Hij zocht en vond een producent voor zijn Basket in de VS. Het bedrijf Bailie Wickercraft nam de stoel in haar assortiment. De rotan kwam uit Oost-Azië en de vlechters waren gespecialiseerde Poolse ambachtslui. De stoel werd een groot succes in de jaren 1950. Er kwamen al snel goedkope Aziatische kopieën op de markt waardoor de originele Basket van de markt verdween.
In 2006 start Legler de productie weer op in Indonesië (dit land verbiedt de export van rotan om werkgelegenheid in eigen land te behouden). Het productieproces, de materialen en de afwerking voor de Basket werden volledig herzien en geoptimaliseerd.